# 嫡愛心
嫡愛心（英語：Howdeepisyourlove，2019年10月7日—2025年4月5日），是一匹曾在香港及杜拜出賽的賽駒，為香港2022/2023馬季最佳新馬，練馬師是蔡約翰。

## 簡介
2022年12月21日，「嫡愛心」打開其在港的勝利之門。
2025年1月1日，潘頓策騎「嫡愛心」勝出國際三級賽洋紫荊短途錦標。賽後，潘頓說道：「此賽參賽馬數目較少，所以賽駒沿著較外欄位置競跑會較為理想。雖然我的坐騎今仗排第一檔，但由於領放馬前速飛快，這讓我得以將牠移往較外欄競跑，並為我駒創造有利條件在此爭勝。我們在賽事中跟隨大熱門馬之後，在關鍵階段自該駒的左側上前並作出挑戰。牠是一匹十分準繩的賽駒，雖然其實力與本地頂級對手相比或稍有不及，但牠須要把握機會在此等賽事中爭勝，而牠今日正正能夠達成這個目標。」練馬師蔡約翰說道：「牠以出色表現完成任務，其取勝姿態也十分理想，要擊敗該匹領放馬（『魔術控制』）並不容易，該駒向來不易在賽事中被他駒趕過，但我駒確能做到，我認為牠今仗的演出確是無懈可擊。牠服役以來一直保持良好進度，年長後牠的性能有點轉變，能應付不同場地及途程。牠近期主要角逐沙田的賽事，而且表現良佳。隨著馬兒升級爭逐分級賽，其演出或許不算太亮眼，但牠往往可以交出本身應有的水準。今日馬兒成功掄元，奪下這場頭馬，可說是實至名歸。」蔡約翰表示他或會安排「嫡愛心」於稍後時間征戰杜拜，角逐於4月在美丹馬場舉行的直路一級賽阿喬斯短途錦標（1200米）。他說：「我會看看牠返回馬房後體力恢復的情況如何，同時會檢視有甚麼賽事可供此駒選擇。馬兒今次勝出這項直路賽（洋紫荊短途錦標），因此杜拜那項直路短途賽或會在考慮之列。」
2025年1月19日，麥道朗策騎「嫡愛心」出戰國際一級賽百週年紀念短途盃，不敵「嘉應高昇」及「驕陽明駒」，取得第三名。
2025年4月5日，麥道朗策騎「嫡愛心」遠征阿拉伯聯合酋長國杜拜美丹馬場，出戰國際一級賽阿喬斯短途錦標，但在接近距離終點約450米處因與前馬的後腳碰撞而失衡收停，最終未能完成賽事。經獸醫初步檢查發現其左前腳脫臼，其後送往杜拜馬醫院（Dubai Equine Hospital）檢查後，終須人道毁滅，終年5歲。

## 同父馬
曾於香港服役出賽並曾勝出大賽的同父馬包括：
- 顯心星：曾勝出G1 香港短途錦標（2021）、G3 精英盃（2021）
- 中華盛景：曾勝出G3 慶典盃（2024）、第一班盃賽其士盃（2023）
- 遨遊氣泡：曾勝出G1 董事盃（2024、2025）、G1 香港一哩錦標（2024）、G1 香港金盃（2025）、G2 馬會一哩錦標（2024）、四歲系列賽香港經典一哩賽（2023）、四歲系列賽香港打吡大賽（2023）

## 在港勝出賽事全紀錄
| 比賽日期   | 賽事名稱               | 賽事班次 | 賽道 | 賽事路程 | 比賽馬場   | 名次 | 完成時間 | 騎師   |
| ---------- | ---------------------- | -------- | ---- | -------- | ---------- | ---- | -------- | ------ |
| 21/12/2022 | 火星讓賽               | 第四班   | 草地 | 1200米   | 跑馬地馬場 | 1    | 1:09.30  | 潘頓   |
| 01/03/2023 | 南山讓賽               | 第三班   | 草地 | 1200米   | 跑馬地馬場 | 1    | 1:09.31  | 田泰安 |
| 15/03/2023 | 長洲讓賽               | 第三班   | 草地 | 1200米   | 跑馬地馬場 | 1    | 1:09.71  | 田泰安 |
| 26/04/2023 | 首爾讓賽               | 第二班   | 草地 | 1200米   | 跑馬地馬場 | 1    | 1:08.82  | 田泰安 |
| 12/02/2024 | 如意讓賽               | 第二班   | 草地 | 1200米   | 沙田馬場   | 1    | 1:08.97  | 艾道拿 |
| 01/01/2025 | 洋紫荊短途錦標（讓賽） | G3       | 草地 | 1000米   | 沙田馬場   | 1    | 0:56.16  | 潘頓   |

## 在港一級賽出賽全紀錄
| 比賽日期   | 賽事名稱         | 賽事班次 | 賽道 | 賽事路程 | 比賽馬場 | 名次 | 完成時間 | 騎師   |
| ---------- | ---------------- | -------- | ---- | -------- | -------- | ---- | -------- | ------ |
| 28/04/2024 | 主席短途獎       | G1       | 草地 | 1200米   | 沙田馬場 | 5    | 1:09.78  | 麥道朗 |
| 08/12/2024 | 浪琴香港短途錦標 | G1       | 草地 | 1200米   | 沙田馬場 | 5    | 1:08.74  | 麥道朗 |
| 19/01/2025 | 百週年紀念短途盃 | G1       | 草地 | 1200米   | 沙田馬場 | 3    | 1:07.78  | 麥道朗 |
| 23/02/2025 | 女皇銀禧紀念盃   | G1       | 草地 | 1400米   | 沙田馬場 | 3    | 1:20.58  | 湯普新 |

## 在港以外大賽出賽全紀錄
| 比賽日期   | 賽事名稱       | 賽事班次 | 賽道 | 賽事路程 | 比賽馬場 | 名次         | 完成時間 | 騎師 |
| ---------- | -------------- | -------- | ---- | -------- | -------- | ------------ | -------- | ---- |
| 05/04/2025 | 阿喬斯短途錦標 | G1       | 草地 | 1200米   | 美丹馬場 | 沒有完成賽事 | 麥道朗   |      |

## 外部連結
- .   [2025-01-01].